# جمع الفضلات يدويا

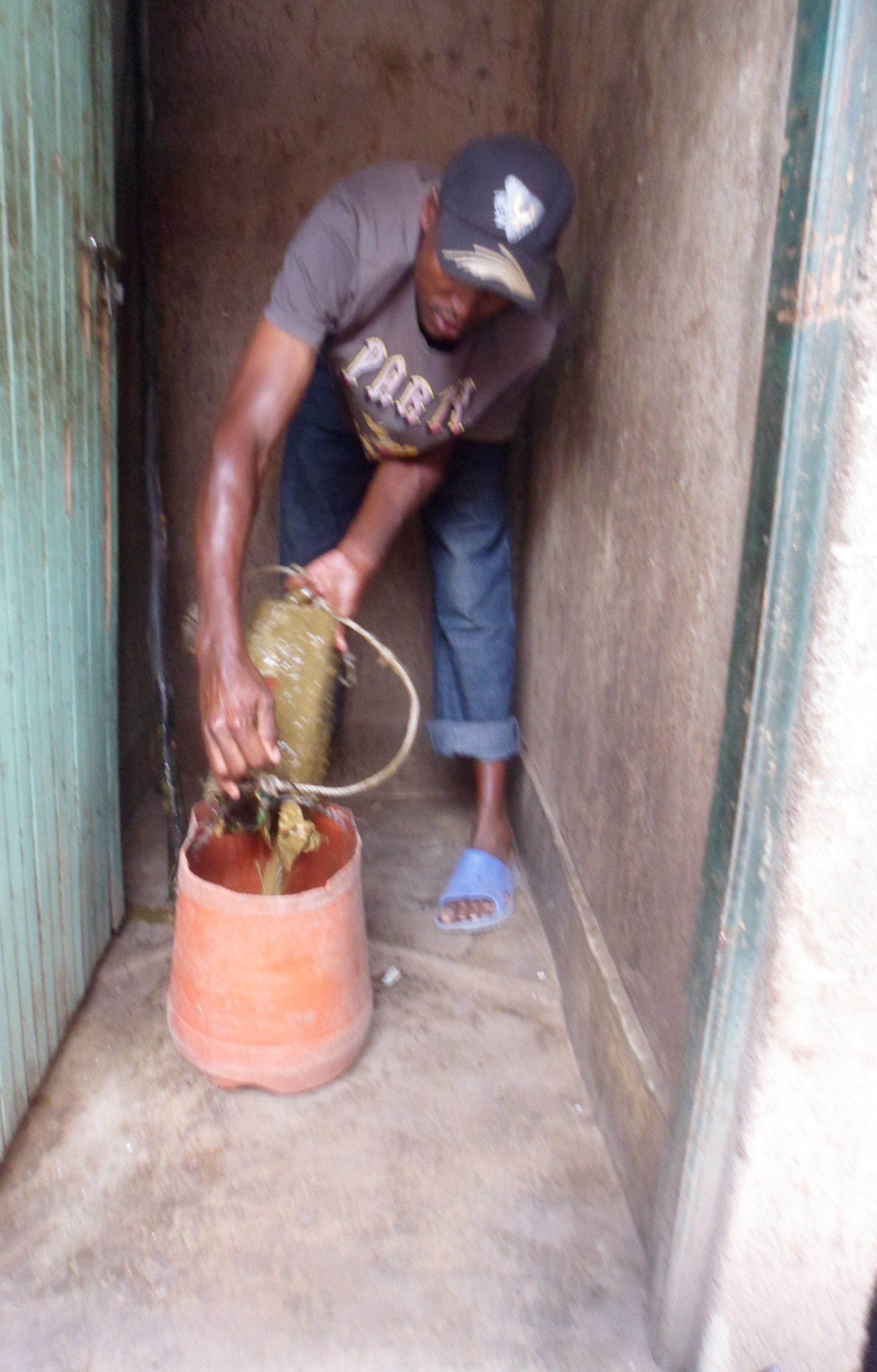

جمع الفضلات يدويًا هو مصطلح يستخدم بشكل خاص في الهند للإشارة إلى مهنة إزالة فضلات الإنسان يدويًا بدون معالجة من دلاء الفضلات وآبار المراحيض باستخدام المجارف والسلال. مُنعت تلك المهنة بصفة رسمية في القانون الهندي عام 1993 نظرًا إلى أنها عادة غير آدمية قائمة على أساس طبقي، إلى جانب أنها مهنة محفوفة بالمخاطر في حالة عدم اتخاذ الإجراءات الوقائية السليمة. وتتضمن تلك المهنة نقل الفضلات من المراحيض إلى سلة مخصصة باستخدام المكانس والصفائح، ثم يقوم العامل بحمل تلك السلال إلى أماكن مخصصة للتخلص منها، وقد تكون على بعد بضعة كيلومترات. ويُعرف أولئك العمال بجامعي الفضلات (أو بعبارة أنسب: «عمال النظافة»)، ونادرًا ما يكون بحوزتهم أي معدات حماية خاصة. جمع الفضلات يدويًا هي مهنة قائمة على النظام الطبقي في الهند، وجدير بالذكر أن الغالبية الساحقة من العاملين بها من النساء.
في عام 1993 حظر القانون الهندي استئجار عمال جمع الفضلات يدويًا لتفريغ محتويات المراحيض الجافة التي تتطلب التعامل مع الفضلات يدويًا بصفة يومية. وفي عام 2013 عُدل القانون ليشمل حظر جميع المراحيض غير الصحية والخنادق والآبار التي تُستخدم في قضاء الحاجة وتخزين الفضلات.
طبقًا للمسح الاقتصادي الاجتماعي عام 2011 يوجد 657180. بيت في الهند يعتمد أحد أفراده على جمع الفضلات يدويًا من أجل كسب الرزق. وقد أظهر المسح الإحصائي في الهند عام 2011 وجود 000794. حالة جمع فضلات بشكل يدوي في جميع أنحاء الهند. إذ تحتل ولاية ماهاراشترا المرتبة الأولى من حيث عدد البيوت التي يعمل أفرادها بجمع الفضلات، إذ سُجل فيها .71363 حالة، وتليها ولاية ماديا براديش، وأوتار براديش، وتريبورا، وكارناتاكا.
في السابق ظهرت مهن مشابهة لتلك المهنة في بلدان أخرى في العالم، ولا يزال بعضها قائمًا مع اختلاف المسميات وتباين درجات الحماية المهنية المفروضة من قبل الحكومة.

## التعريف
يشير مصطلح جمع الفضلات يدويًا إلى عملية إزالة الفضلات البشرية غير المعالجة بطريقة غير سليمة وغير آمنة من دلاء الفضلات، أو من أي وعاء آخر يستخدم كمرحاض، أو من الحفر الأرضية التي تستخدم كمراحيض. أما تفريغ آبار المراحيض بطريقة آمنة ومُحكمة فهو جزء من عملية إدارة المخلفات المترسبة التي تقوم بها الجهات المعنية.

والتعريف الرسمي لجامع الفضلات طبقًا للقانون الهندي كالتالي:
«جامع الفضلات هو أي شخص مُكلف من قبل فرد معين، أو جهة محلية، أو مؤسسة، أو مقاول بإزالة الفضلات البشرية، أو حملها أو التخلص منها، أو التعامل معها يدويًا بأي شكل من الأشكال داخل المراحيض غير الصحية، أو أي بئر أو مصرف يستخدم في التخلص من الفضلات، أوالسكك الحديد، أو أي مكان أو منشأة أخرى (بإخطار من الحكومة المركزية أو حكومة الولاية)، بدون تحلل الفضلات بالشكل المحدد من قبل السلطات المعنية. ويُعرّف مصطلح جمع الفضلات يدويًا بناء على التعريف السابق».
ولا تتطلب جميع أشكال المراحيض الجافة التعامل مع الفضلات بطريقة غير آمنة من أجل تفريغ محتوياتها. ففي حالة المراحيض الجافة التي تقوم بمعالجة الفضلات ذاتيًا (كما هو الحال في المراحيض التي تحول الفضلات إلى سماد نباتي، والمراحيض التي تفصل البول عن البراز) لا يُعد تفريغ محتوياتها ضربًا من ضروب جمع الفضلات يدويًا. وتوجد أنظمة صرف صحي أخرى مثل المراحيض المتنقلة التي لا تتطلب التعامل مع الفضلات بشكل مباشر، بل إنها تعمل عن طريق نقل أوعية الفضلات المتنقلة وتفريغ محتوياتها داخل محطات المعالجة.
وإلى جانب ذلك لا يُعد تفريغ محتويات آبار المراحيض الصحية ضربًا من ضروب جمع الفضلات يدويًا في الهند، إذ تُعالج الفضلات وتُحلل داخل تلك الآبار بالفعل.
تصف منظمة العمل الدولية ثلاثة أشكال من جمع الفضلات يدويًا في الهند:
- إزالة الفضلات البشرية من الشوارع العامة و«المراحيض الجافة» (ويُقصد بذلك آبار المراحيض المكشوفة، ولا يقصد بذلك جميع المراحيض الجافة بصفة عامة).
- تنظيف خزانات الصرف الصحي.
- تنظيف مزاريب الصرف الصحي والبالوعات.

وإلى جانب ذلك تُصنف إزالة الفضلات الملقاة من القطارات على السكك الحديدية ضمن أشكال جمع الفضلات يدويًا.

## مدى الانتشار حاليًا
لا تزال مهنة جمع الفضلات قائمة في بعض المناطق في الهند التي لا تحتوي على أنظمة صرف صحي مناسبة أو لا تتبع أساليب إدارة الفضلات المترسبة بصفة آمنة. ويُعتقد أنها شائعة بنسبة أكبر في الولايات التالية: ماهاراشترا، وكجرات، وماديا براديش، وأوتار براديش، وراجاستان.
يُقدر عدد «عمال النظافة» في الهند عام 2018 بنحو 5 مليون؛ 50% منهم نساء.
تعتبر هيئة السكك الحديد الهندية أكبر جهة مخالفة للقانون الهندي في هذا الصدد، إذ تلقي عربات القطارات المخلفات البشرية على مسارات القطارات بشكل مباشر، ومن ثم تستأجر هيئة السكة الحديدية عمال النظافة لتنظيف مسارات القطارات بشكل يدوي. لكن الأوضاع تحسنت نسبيًا في عام 2018 بفضل إضافة أنظمة لمعالجة فضلات المراحيض على متن القطارات الهندية.
جمع المخلفات يدويًا هي مهنة مفروضة عادةً من قبل نظام الطبقات المحظورة الهندي على أفراد طبقة المنبوذين في الهند، وتحديدًا أفراد قبائل البالميكي والهيلا.
في مارس 2014 أعلنت المحكمة العليا الهندية وجود 9.6 مليون مرحاض جاف يُفرغ يدويًا باستمرار، لكن عدد جامعي الفضلات لا يزال موضع جدل. وبحسب التقديرات الرسمية فإن عددهم لا يتخطى 700.000.
تجري مهمة جمع الفضلات يدويًا بواسطة أدوات بسيطة، مثل بضعة ألواح رفيعة ودلاء أو سلال مبطنة بالخيش محمولة على رؤوس العمال. نظرًا لطبيعة تلك الوظيفة الخطرة فإن العديد من العاملين بها يعانون من مشاكل صحية.

## التشريعات التي تهدف إلى القضاء عليها
في أواخر الخمسينيات حظر مناضل الحرية لاكشمانان لاير مهنة جمع الفضلات يدويًا أثناء ترأسه بلدية جوبيشيتيبالايام، لتصبح بذلك أول جهاز محلي يقوم بمنعها بصفة رسمية. إذ أن الصحة العامة هي قضية تقع ضمن مسؤوليات الولايات بموجب البند 6 في الدستور. وبناءً على ذلك أعلنت دلهي في فبراير 2013 عن منع مهنة جمع الفضلات لتصبح بذلك أول ولاية تقوم بذلك في الهند. وتقع مسؤولية تطبيق قرار المنع على عاتق قضاة المقاطعات. وبموجب هذا القرار يجب على جميع البلديات والسكك الحديد والثكنات العسكرية أن توفر أعدادًا كافية من المراحيض الصحية خلال 3 سنوات. وقد أعلنت حكومة ولاية ماهاراشترا عن خطتها لاستئصال خطر جمع الفضلات يدويًا في الولاية بأكملها في وقت قريب.
بموجب المادة 252 من الدستور يحق للبرلمان تشريع قوانين يمكن تطبيقها على ولايتين أو أكثر مع أخذ موافقة تلك الولايات أولًا. ومن خلال تلك الآلية تمكنت حكومة الهند من تنفيذ عدة قوانين متنوعة حيال تلك القضية. ويُعد استمرار وجود تلك المهنة القائمة على التمييز الطبقي مخالفة لاتفاقية التمييز في التوظيف والمهنة.
في عام 2013 أشاد رئيس لجنة حقوق الإنسان في الأمم المتحدة بمبادرة الهند للقضاء على مهنة جمع الفضلات يدويًا.

### قانون منع توظيف عمال جمع الفضلات وبناء المراحيض الجافة (1993)
بعد أن أصدرت ست ولايات تعهدًا طالبت فيه الحكومة المركزية بصياغة قانون لحل تلك المشكلة، أعدت وزارة التنمية العمرانية تحت إشراف حكومة ناراسيما راو، قانون منع توظيف عمال جمع الفضلات وبناء المراحيض الجافة الذي اعتمده البرلمان عام 1993.
يعاقب هذا القانون أي شخص يقوم ببناء المراحيض الجافة أو بتوظيف عمال جمع المخلفات بالسجن لمدة تصل إلى سنة، مع دفع 2000 روبية هندية كغرامة. ومنذ ذلك الحين وعلى مدار العشرين سنة التالية لم يُدان أي شخص بتلك الجريمة.

### قانون إعادة تأهيل عمال جمع الفضلات (2013)
أصدرت الحكومة مشروع القانون الجديد في سبتمبر،2013 وأخطرت به الجهات المسؤولة. أعدت الحكومة مجموعة قواعد بعنوان «منع توظيف عمال جمع الفضلات وإعادة تأهيلهم» في ديسمبر 2013. ويمكن إيجاد جميع التفاصيل المتعلقة بهذا القانون على موقع وزارة العدالة الاجتماعية والتمكين.
تتضمن أهداف القانون إزالة جميع المراحيض غير الصحية، وحظر توظيف عمال جمع الفضلات، وحظر مهنة تنظيف خزانات الصرف الصحي والبالوعات التي تتسم بالخطورة، ومراقبة عمال جمع الفضلات وتعقبهم لضمان إعادة تأهيلهم في وظائف آدمية.